# 1564 a tudományban
Az 1564. év a tudományban és a technikában.

## Események
- São Paulo város (Brazília) alapítása

## Születések
- február 15. - Galileo Galilei csillagász (1642)
- Beythe András flórakutató

## Halálozások
- október 18. - Johannes Acronius Frisius orvos és matematikus
- Michelangelo Buonarroti, olasz szobrász, festő, építész
- Andreas Vesalius, flamand orvos